# Kaiserstühler Krieg
Der Kaiserstühler Krieg (auch Üsenberger Krieg) war eine kriegerische Auseinandersetzung von 1320 bis 1322 um die Vogtei des Dorfes Bickensohl zwischen den Herren von Üsenberg und den Herren von Falkenstein.

## Geschichte

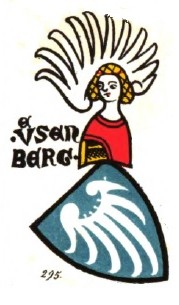
Wappen der Herren von Üsenberg

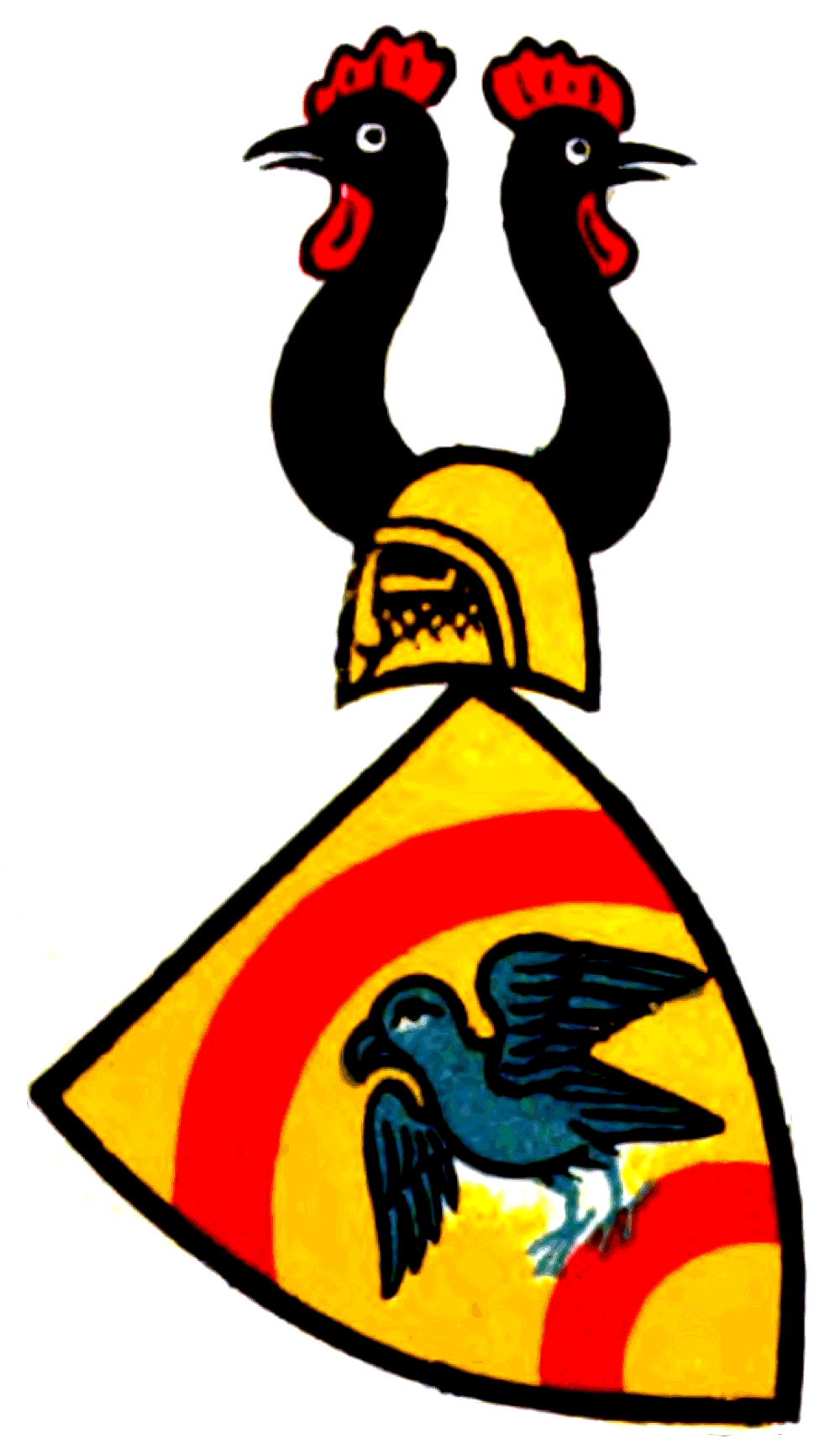
Wappen der Herren von Falkenstein

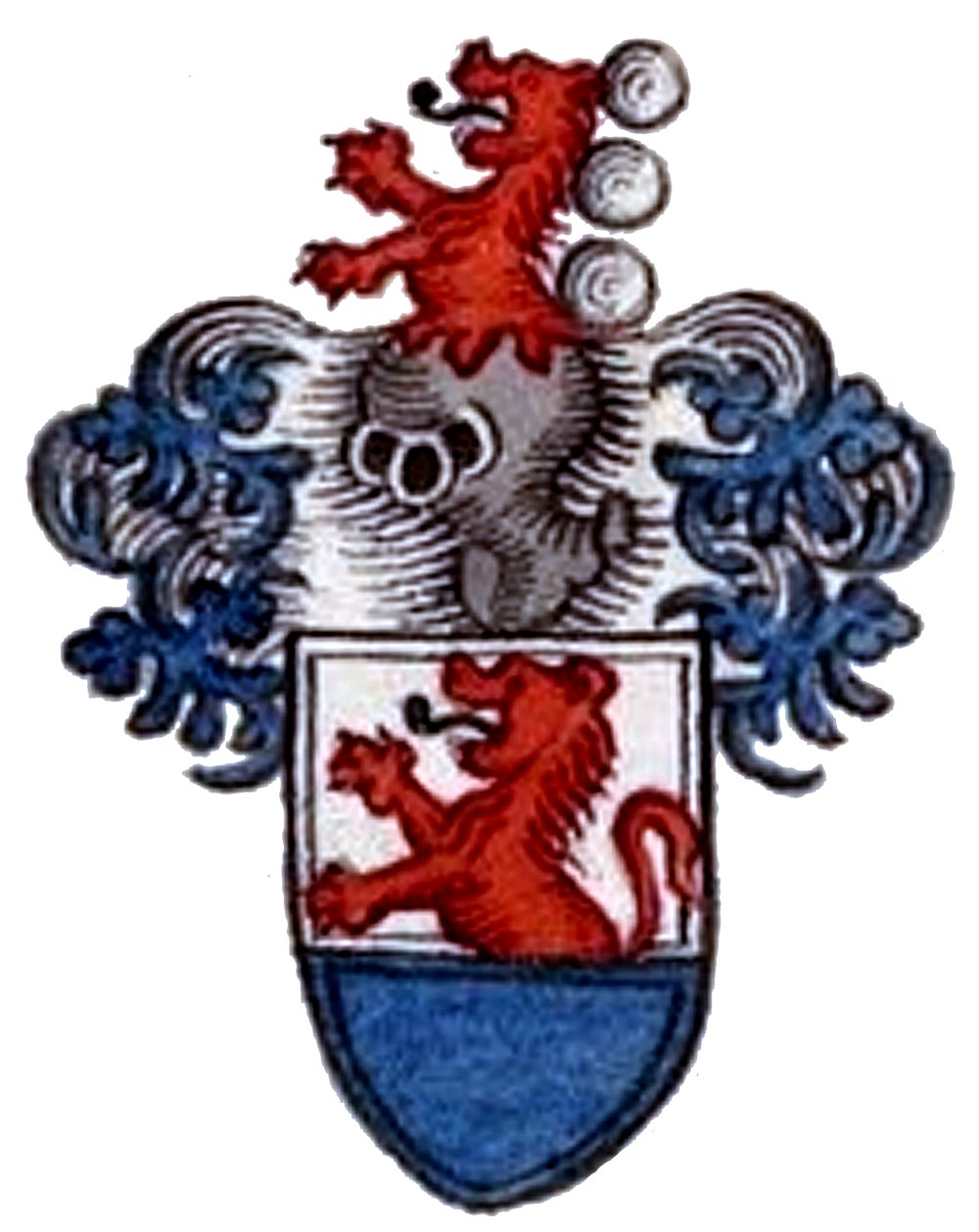
Wappen der Herren von Endingen

Im 14. Jahrhundert besaßen die Üsenberger die Vogtei über Bickensohl, das sich in Basler Besitz befand. Bickensohl war jedoch an die Herren von Falkenstein verpfändet worden. Diese setzten sich gegen Übergriffe in ihre Gerichtsbarkeit durch den üsenbergischen Vogt in Achkarren zur Wehr, was zu einer Fehde mit den Üsenbergern Burkhard III. und Gebhard führte und damit zum Kaiserstühler Krieg von 1320 bis 1322.
Die Üsenberger akzeptierten die Entscheidung eines von beiden Parteien angerufenen Schiedsgerichts nicht und setzten die Fehde fort. Die Falkensteiner wurden dabei von den Herren von Endingen unterstützt.

## Die Koler von Endingen
Das Rittergeschlecht von Endingen waren eigentlich ein Dienstmannengeschlecht der Üsenberger, weshalb ihre Unterstützung für die Gegner die Üsenberger besonders in Rage brachte.
Die Koler waren eine Seitenlinie der Herren von Endingen. Diese übten in Endingen das Schultheißenamt aus. Die Koler erbauten die Koliburg und hatten dort ihren Sitz. Johann Koler von Endingen war mit Katharina von Kürneck verheiratet, der Tochter eines Freiburger Bürgers.

## Zerstörung der Koliburg
Im Herbst 1321 stürmten die Üsenberger und die mit ihnen verbündeten Endinger Bürger die Koliburg und zerstörten sie. Wahrscheinlich bei dieser Gelegenheit wurden drei Brüder der Koler von Endingen, Thomas, Johann und Walter erschlagen. In der Literatur wird diese Tat auch als hinterlistig bezeichnet, ohne nähere Umstände zu nennen.

## Freiburg wird Kriegspartei

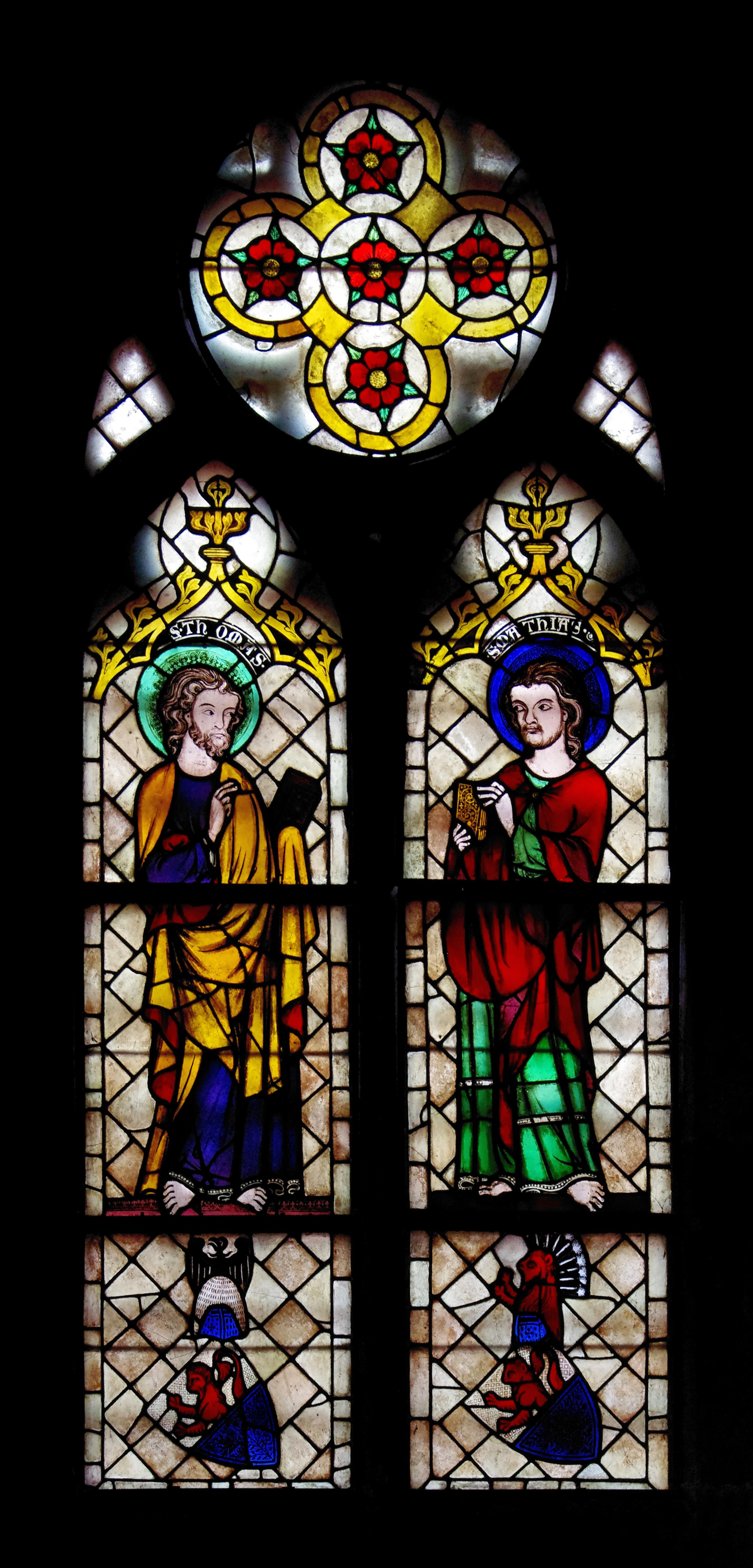
Fenster im „Endinger Chörlein“ des Freiburger Münsters

Der Tod der drei Brüder von Endingen veranlasste die Stadt Freiburg und den Grafen Konrad II. von Freiburg sich in den Krieg gegen die Üsenberger einzuschalten. Die Auseinandersetzungen führten zu schweren Verwüstungen in den Gemeinden des Kaiserstuhls, die durch Überfälle, Raub und Brandstiftung verursacht wurden. Die Schäden in der Landwirtschaft waren so groß, dass im Folgejahr durch die Ernteausfälle die Lebensmittel knapp waren und es zu einer Teuerung kam.

## Die Schlichtung
Nachdem die Stadt Freiburg und die Grafen von Freiburg ihre Gegner unterstützten, gerieten die Üsenberger in eine schwierige Lage und baten Herzog Leopold von Österreich und Fürstbischof Johann von Straßburg im April 1322 um Vermittlung.
Der Schlichterspruch, an dem auch der Landvogt Otto V. von Ochsenstein und Rudolf III. von Nidau beteiligt waren, erfolgte am 19. Juni 1322 und sah vor, dass die Üsenberger für jeden der drei erschlagenen Koler von Endingen in einer Breisgauer Kirche eine ewige Messpfründe und ein ewiges Licht stiften sollten. Die Messpfründe für Thomas von Endingen wurde in das Freiburger Münster gestiftet, wo es seither das „Endinger Chörlein“ gibt, dessen Glasfenster die Apostel Thomas und Matthias sowie links das Wappen des Thomas von Endingen und rechts das Wappen eines anderen Herrn von Endingen zeigt.
Darüber hinaus waren den hinterbliebenen Herren von Endingen, der Witwe des Johann von Endingen, dem Grafen Konrad II. von Freiburg und der Stadt Freiburg erhebliche Schadensersatzzahlungen zu leisten. Gebhart von Üsenberg wurde für einen Monat nach England verbannt.
Die Üsenberger erholten sich von diesen Einbußen nie mehr richtig und der verlorene Kaiserstühler Krieg leitete ihren Untergang ein.